# Świątynia Wielkiego Dzwonu
Świątynia Wielkiego Dzwonu (chiń. upr. 大钟寺; chiń. trad. 大鐘寺; pinyin Dàzhōng Sì) – świątynia buddyjska znajdująca się w dzielnicy Haidian w Pekinie. Zbudowano ją w 1733 roku; pierwotnie nosiła nazwę Juesheng Si. Dzwon, od którego pochodzi jej obecna nazwa, umieszczono w niej 10 lat później.
Świątynia składa się z przedniego dziedzińca, trzech równolegle ustawionych par pawilonów i znajdującej się na tyłach wieży bębna.
Dzwon, znany pod nazwą Huayan, odlano w 1403 roku. Odlano sześć takich dzwonów, jednak pozostałe pięć nie przetrwało do naszych czasów. Pierwotnie znajdował się on w świątyni Wanshou. Mierzy 6,87 m wysokości i waży 46,5 tony; jego obwód wynosi 3,3 m, zaś grubość ścian 0,22 m. Na powierzchni dzwonu wyryto kompletny tekst Avatamsaka Sutra.
Od 1985 roku w świątyni mieści się Muzeum Starych Dzwonów, w którego zbiorach znajduje się kilkaset zabytkowych dzwonów z Chin i innych krajów.